# Alexander King
Alexander King (Glasgow, 26 gennaio 1909 – Londra, 28 febbraio 2007) è stato un imprenditore britannico.
Alexander King (1909 – 2007) fu uno scienziato nonché un pioniere del movimento per lo sviluppo sostenibile, cofondatore, nell'anno 1968, del Club di Roma assieme all'industriale italiano Aurelio Peccei.
All'epoca della fondazione del Club di Roma egli era un funzionario di alto rango nella comunità scientifica internazionale. 
Britannico di nascita, visse per molti anni in Francia.
King frequentò la Highgate School di Londra e studiò chimica al Royal College of Science di Londra e all'Università di Monaco.
Successivamente si dedicò all'insegnamento effettuando alcune importanti ricerche presso l'Imperial College di Londra.
Nel 1940, Henry Tizard invitò Alexander King ad aderire al Ministero delle Attività Produttive come consigliere scientifico, dove King venne a conoscenza delle proprietà del para-diclorodifeniltricloroetano (dichloro-diphenyl-trichloroethaneo), un potente insetticida, per il quale coniò l'acronimo DDT.
Dal 1943 si spostò frequentemente negli Stati Uniti e divenne capo della missione scientifica del Regno Unito e 
Addetto Scientifico presso l'ambasciata britannica a Washington.
Dopo la guerra divenne Segretario del Consiglio consultivo per la politica scientifica e consigliere personale del Presidente 
del Consiglio, Herbert Morrison. 
In seguito divenne anche capo consigliere scientifico del Dipartimento di ricerca scientifica e industriale.
Nel 1957 entrò a far parte dell'Agenzia europea per la Produttività (European Productivity Agency) situata a Parigi, dove rimase fino all'anno 1974. L'ecologista britannico si spense a Londra all'età di 98 anni.